# 北海道道327号弁景幌別線
北海道道327号弁景幌別線（ほっかいどうどう327ごう べんけいほろべつせん）は、北海道有珠郡壮瞥町と登別市を結ぶ一般道道（北海道道）である。未供用区間がある。

## 概要

### 路線データ
- 起点：北海道有珠郡壮瞥町字黄渓（北海道道2号洞爺湖登別線交点）
- 終点：北海道登別市幸町2丁目（国道36号交点）
- 総延長：24.471 km
- 実延長：16.767 km
- 重用延長：0.312 km
- 未供用延長：7.392 km

### 道路管理者
- 胆振総合振興局 室蘭建設管理部 洞爺出張所
- 胆振総合振興局 室蘭建設管理部 登別出張所

## 歴史
- 1960年（昭和35年）4月1日 - 316号として路線認定[1]。
- 1993年（平成5年）10月 - 幌別バイパス完成に伴い、終点を幌別町5丁目から幸町2丁目に延長（旧道を編入）。
- 1994年（平成6年）10月1日 - 路線番号を327号に変更[2]。

## 路線状況

### 重複区間
- 北海道道387号幌別停車場線（登別市中央町4丁目 - 登別市幌別町5丁目）

### 未供用区間
- 壮瞥町字黄渓 - 登別市鉱山町（＝鉱山橋付近）

### 道路施設

#### 主な橋梁
- かげのさわ橋（63 m、胆振幌別川、登別市来馬町 - 登別市川上町）

## 地理

### 通過する自治体
- 胆振総合振興局
  - 有珠郡壮瞥町
  - 登別市

### 交差する道路
壮瞥町
- 北海道道2号洞爺湖登別線 - 字黄渓（起点）

登別市
- 道央自動車道 - 片倉町（接続はしない）
- 北海道道782号上登別室蘭線 - 富士町5丁目
- 北海道道387号幌別停車場線 - 中央町4丁目、幌別町5丁目（重複）
- 国道36号 - 幸町2丁目（終点）

### 沿線にある施設など
登別市
- 聖の滝 - 鉱山町
- 川上自然公園 - 川上町
- 幌別ダム - 川上町
- 川上公園 - 桜木町5丁目
- 登別市郷土資料館 - 片倉町6丁目27-2
- 北海道登別明日中等教育学校 - 片倉町5丁目18-2
- 登別市立西陵中学校 - 片倉町5丁目12-1
- 登別市立幌別西小学校 - 片倉町5丁目13
- 登別市民会館 - 富士町7丁目33-1
- 登別富士郵便局 - 富士町7丁目1-10
- 北海道銀行登別支店 - 中央町6丁目1-5
- 登別市役所 - 中央町6丁目11
- 登別市消防本部登別市消防署 - 中央町6丁目11
- 登別市立幌別小学校
- 登別市消防署幌別分遣所 - 幌別町3丁目17-1
- 幌別鉄南郵便局 - 幌別町6丁目4-7
- 登別市立幌別東小学校